# Portumna GAA
Portumna GAA est un club sportif de l’association athlétique gaélique (GAA) situé dans la paroisse de Portumna dans le comté de Galway. Le club a été fondé en 1888 et se consacre essentiellement à la pratique du hurling.

## Palmarès
- All-Ireland Senior Club Hurling Championships: 3
  - 2006, 2008, 2009
- Connacht Senior Club Hurling Championships: 4
  - 2003, 2005, 2007, 2008
- Galway Senior Hurling Championships: 5
  - 2003, 2005, 2007, 2008, 2009